# Véronique Leroy
Véronique Leroy née en 1965 en Belgique, est une créatrice de mode belge installée à Paris, et fondatrice de l'entreprise de prêt-à-porter qui porte son nom.

## Biographie

### Débuts
Véronique Leroy est née à Juprelle près de Liège.
Refusée deux années de suite à l'Académie royale des beaux-arts d'Anvers, Véronique Leroy s'installe à Paris en 1984 et s'inscrit à l'école de stylisme Studio Berçot,,. C'est au cours de sa formation qu'Azzedine Alaïa la remarque.
Trois années plus tard, diplôme en main, Véronique Leroy rejoint le studio de création d'Azzedine Alaïa en tant qu'assistante styliste où elle restera trois années.
En parallèle, elle consacre son temps libre à la création d'une collection qui lui vaudra d'être lauréate de la Canette d'Or à Bruxelles et d'obtenir le prix Helena Ravijst en 1989.
La même année, Véronique Leroy entre chez Martine Sitbon comme assistante styliste où, entre autres, elle apprendra la mise en scène d'une collection et la préparation d'un défilé.
Elle continue son projet personnel et recevra en 1990 le prix Courtelle, présidé cette année-là par Thierry Mugler. C'est à ce moment que Véronique Leroy décide de créer sa propre maison et présente sa première collection de prêt-à-porter en 1991 lors de la Fashion Week de Paris. Le maître mot de ses collections est :  « Créer des vêtements n’est pas excitant. Ce qui est excitant c’est d’être capable de leur donner une âme » .
À deux reprises, en 1991 et en 1994, elle est lauréate de la bourse de l'ANDAM du Ministère de la Culture. Trois fois, lors de ses Collections Hiver 1993, Été 1995 et Hiver 1996, elle est lauréate du prix  Futur Grand Créateur dans le cadre des Vénus de la Mode. Elle est, le temps d'un week-end, membre du jury du Festival international des jeunes stylistes de Hyères aux côtés d'Andrée Putman. Le couple de photographes Inez van Lamsweerde et Vinoodh Matadin photographiera régulièrement les créations de Véronique Leroy dont une couverture notable pour The Face au milieu des années 1990.
Alors financée, elle cofonde deux sociétés en 1996 et s'installe rue François-Ier. Les mauvais chiffres de vente de la collection de l'année suivante entrainent « une catastrophe commerciale » et la perte de ses financements,,. Malgré la rumeur concernant la cessation de ses activités, la créatrice belge présentera lors de la fashion week parisienne sa collection été 1998. À la suite de cette malheureuse association elle décide d'auto-financer sa marque.

### Après 2000
En 2000, elle devient styliste consultante, puis responsable des collections,,, de la maison de prêt-à-porter Léonard connue pour ses imprimés. D'un commun accord cette collaboration se terminera fin 2011,.
En 2005, elle ouvre sa première boutique dans le 1er arrondissement de Paris. L'année suivante, elle collabore avec la marque de lingerie et maillots de bain Etam, puis avec Para Gabia pour la création d'une collection de chaussures durant deux saisons.
Depuis 2010 elle travaille, en plus de sa marque, comme directrice artistique de la griffe belge Maison Ullens.
Elle est considérée comme faisant partie de la « nouvelle vague » des créateurs de mode belges après les Six d'Anvers.